# Congreso Iberoamericano de Urbanismo

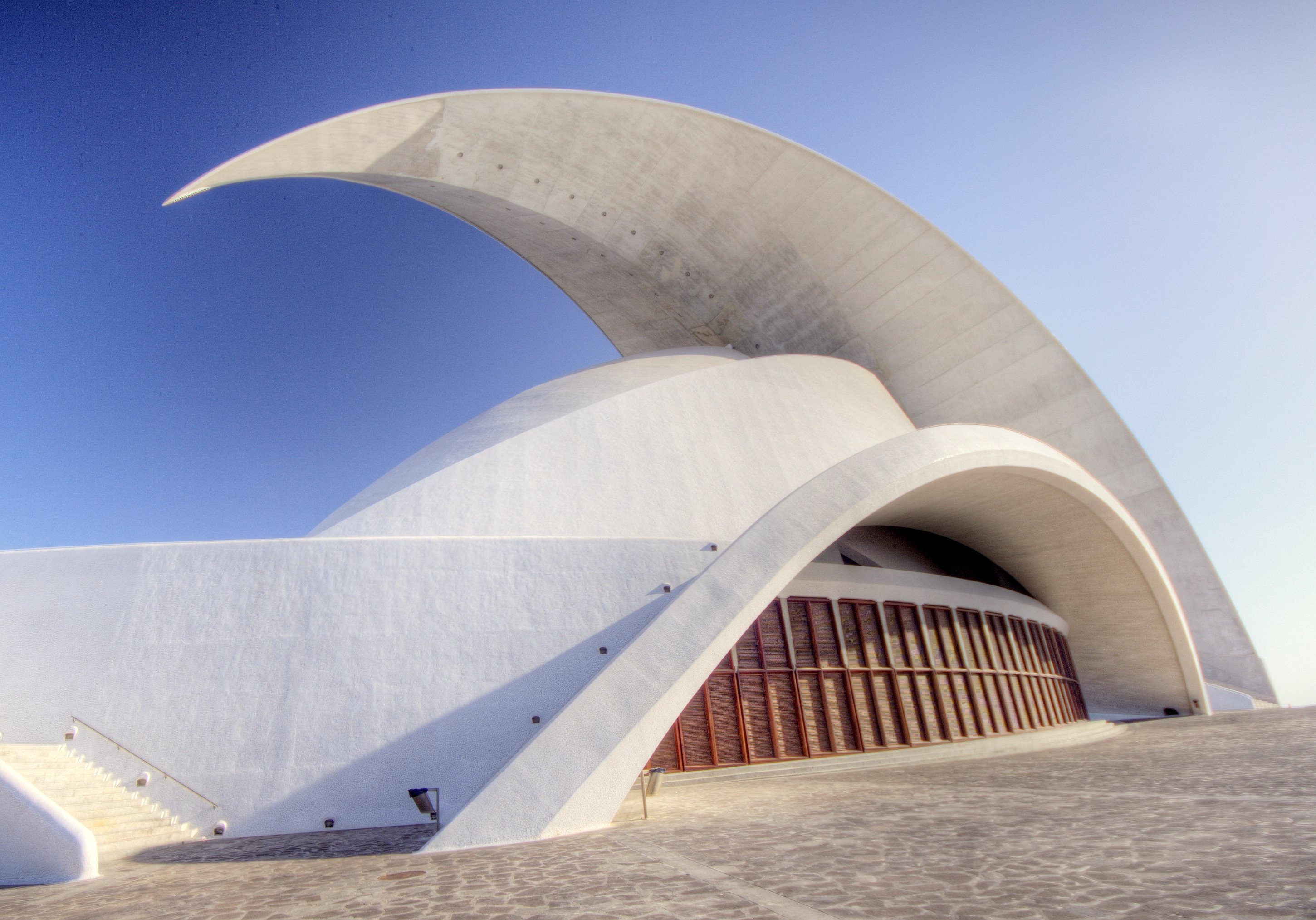
Edificio del moderno Auditorio de Tenerife (España), lugar donde tuvo lugar el congreso de 2010.

El Congreso Iberoamericano de Urbanismo es un congreso bienal creado con la necesidad de abordar la gestión de los paisajes naturales y culturales de las zonas urbanas y periurbanas en un nivel interregional y de manera sostenible.
Este encuentro pretende ser el nodo central para que los diferentes actores que participan en la gestión los paisajes naturales y culturales de las zonas urbanas y periurbanas de Europa y América, ya sea de manera activa o pasiva, intercambien herramientas, transfieran conocimientos y buenas prácticas como también instrumentos políticos que contribuyan a mejorar la gestión y la concepción del turismo, territorio y paisaje de manera sostenible y perdurable en el tiempo.
El Congreso Iberoamericano de Urbanismo se celebra con periodicidad bienal desde 1984. Sus sedes anteriores alternan entre ciudades americanas y españolas, las sedes anteriores han sido Sevilla (1984), Tlaxcala (1986), Barcelona (1988), Santiago de Cuba (1990), Valencia (1992), Montevideo (1994), Pamplona (1996), Oporto (1998), Recife (2000), Zaragoza (2002), San Juan de Puerto Rico (2004), Salamanca (2006), Monterrey (2008), Santa Cruz de Tenerife (2010) y Medellín (2012).

## Congresos
| Año  | Ciudad                 | Lugar                                   | Fecha                  | Tema                                                                             | Enlace |
| ---- | ---------------------- | --------------------------------------- | ---------------------- | -------------------------------------------------------------------------------- | ------ |
| 1984 | Sevilla                |                                         |                        | Conservación y Rehabilitación de Centros Históricos                              | I      |
| 1986 | Tlaxcala               |                                         |                        | El urbanismo en los países en desarrollo                                         | II     |
| 1988 | Barcelona              |                                         |                        | La ciudad hispano-lusa-americana                                                 | III    |
| 1990 | Santiago               |                                         |                        | Habitat, planeamiento y participación                                            | IV     |
| 1992 | Valencia               |                                         |                        | La gestión de la ciudad                                                          | V      |
| 1994 | Montevideo             |                                         |                        | La participación ciudadana                                                       | VI     |
| 1996 | Pamplona               |                                         | 24 al 27 de septiembre | Región y calidad urbana                                                          | VII    |
| 1998 | Oporto                 |                                         |                        | Reestructuración urbana y cohesión territorial                                   | VIII   |
| 2000 | Recife                 |                                         |                        | El desarrollo sostenible                                                         | IX     |
| 2002 | Zaragoza               |                                         | 15 al 18 de octubre    | Vertebración territorial y cohesión social: territorio, ciudad, infraestructuras | X      |
| 2004 | San Juan               | Wyndham Condado Plaza Hotel             | 5 al 8 de octubre      | Reciclar la ciudad y el territorio                                               | XI     |
| 2006 | Salamanca              | Palacio de Congresos de Castilla y León | 16 al 18 de octubre    | Ecología y ciudad. Buscando modelos urbanos más sostenibles                      | XII    |
| 2008 | Monterrey              | Hotel Camino Real Monterrey             | 16 y 17 de noviembre   | Metrópoli y paisaje: hacia una metrópoli más habitable                           | XIII   |
| 2010 | Santa Cruz de Tenerife | Auditorio de Tenerife                   | 13 al 15 de octubre    | Turismo, territorio y paisaje                                                    | XIV    |
| 2012 | Medellín               | Plaza Mayor                             | 12 al 15 de octubre    | Ciudades para un hábitat digno                                                   | XV     |
| 2014 | Sintra                 | Centro Cultural Olga Cadaval            | 1 al 4 de octubre      | Sociedad y Territorio: nuevos desafíos                                           | XVI    |